# Chaetarcturus acutispinis
Chaetarcturus acutispinis is een pissebed uit de familie Antarcturidae. De wetenschappelijke naam van de soort is voor het eerst geldig gepubliceerd in 1982 door Kussakin.